# Singel
Singel (iz angleške besede single, dobesedno »posamezen«, »enojen«) je v glasbeni industriji ločeno izdana pesem ali skladba s trenutnega ali prihajajočega albuma z namenom promocije le-tega. Singli se distribuirajo na različne načine: najprej so bili zapakirani kot singel plošče z eno ali dvema dodatnima skladbama, v prodajo pa so po navadi šli še pred uradnim izidom albuma. Vendar pa se je ta praksa s pojavom interneta, ki je širši javnosti naredila glasbo dostopno in brezplačno, močno spremenila. Prav tako se singli redno predvajajo na radiu, s pojavom glasbenih videov v osemdesetih pa so video verzije singlov postale običajen način predstavitve singlov javnosti.